# KEXP-FM
KEXP-FM (90.3 FM) — общественная радиостанция, основанная в Сиэтле, штат Вашингтон. Специализируется на альтернативном и инди-роке. Лицензия на вещание принадлежит Вашингтонскому университету, который работает совместно с Полом Алленом и Experience Music Project. Прежнее название радиостанции — KCMU (использовалось в 1972—2001 годах).
Станция имеет еженедельные программы, посвящённые конкретным музыкальным жанрам, в их числе рокабилли, блюз, этническая музыка, хип-хоп, электроника, панк-рок и альт-кантри. Также станция регулярно приглашает музыкантов исполнять свои песни «вживую».
KEXP транслируется в районе Сиэтла на частоте 90,3 FM, в Интернете через потоковое аудио и через Intelsat-спутник «Galaxy 18».

## История

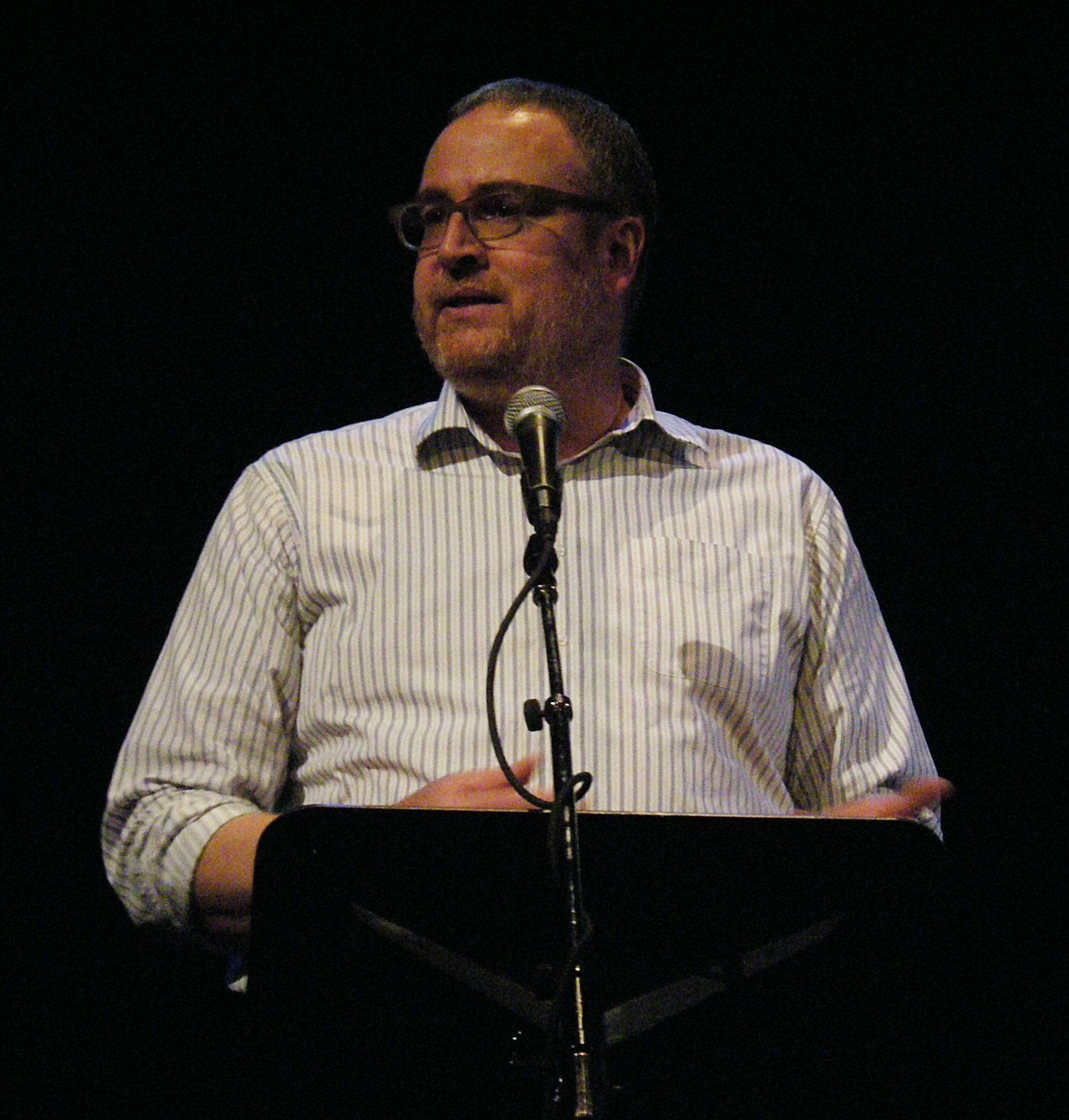
Исполнительный директор Том Мара

KEXP был создан в 1971 году сотрудниками и студентами Вашингтонского университета Джоном Кином, Клиффом Нунаном, Викторией Фидлер и Брентом Уилкоксом как учебная радиостанция. Четверо студентов убедили отдел коммуникаций университета выделить немного денег и пространства для их проекта. На эти деньги они купили фонографы, стримеры, фанеру и несколько других предметов. Они построили свои собственные консольные шкафы и получили разрешение от федерального агентства по связи на вещание, после чего подняли антенну, но 10-ваттный сигнал едва достигал коммерческого центра Сиэтла.
В 1972 году станция начала свою деятельность как KCMU и вещала в основном album-oriented rock на частоте 90,5 FM. Поддерживалась группой студентов Вашингтонского университета.
В 1975 году мощность сигнала вещания была увеличена до 182 ватт, впервые неся сигнал за пределы кампуса.
В 1981 году под руководством Джона Кертзера KCMU обратился к своей аудитории с просьбой государственного финансирования, после того как бюджет Вашингтонского университета был сокращён. KCMU играл в основном инди-рок, но также стал первой радиостанцией для рэп-музыкантов, в их числе Грэндмастер Флэш. В конце 1980-х годов станция начала расти. Члены местных групп, таких как Soundgarden и Mudhoney, начали работать диджеями-добровольцами, также сотрудниками радиостанции стали Джонатан Поунмен и Брюс Пэвитт, основатели Sub Pop. За эти годы журнал Billboard назвал KCMU одной из самых влиятельных свободных радиостанций в стране.
В 1983—1985 годах Керри Лоуэн (бывший менеджер станции в KFJC) стал менеджером KCMU.
В конце 1985 года Крис Кнеб, один из основателей звукозаписывающей компании «415 Records» и бывший владелец «Aquarius Records», продал свою долю «415 Records» и стал менеджером KCMU. Позже он добавил в репертуар станции новые музыкальные направления, такие как джаз, хип-хоп, этническую музыку и другие.
В 1986 году KCMU перешёл на частоту 90,3 FM и повысил свой сигнал передатчика до 400 ватт, тем самым увеличив его радиус вещания до 15 миль.
В 1992 году KCMU уволил многих своих диджеев-добровольцев и запустил в эфир электронную музыку. Некоторые слушатели и диджеи посчитали это предательством со стороны KCMU и образовали группу под названием CURSE (Censorship Undermines Radio Station Ethics), которую поддерживала программа под названием «World Cafe», базирующаяся в Филадельфии, штат Пенсильвания.
CURSE предложили местным сторонникам KCMU прекратить жертвование денег станции в знак протеста. Диджеи-волонтёры, критиковавшие новую политику станции, были уволены. Группа из одиннадцати бывших штатных сотрудников и трёх слушателей Вашингтонского университета, принадлежащей радиостанции KCMU-FM, подала иск в Федеральный окружной суд США. В иске бывшие сотрудники утверждали, что их конституционное право на свободу слова было нарушено, когда они были уволены из KCMU перед публичным обсуждением внутренних дел станции в прямом эфире. Однако Уэйн Рот, директор широковещательных услуг университета, сообщил, что политика KCMU запрещает любое обсуждение или критику станции в прямом эфире.
В 1993 году «World Cafe» был исключён из модельного ряда KCMU, но даже после этого ни один бывший сотрудник не захотел вернуться обратно на станцию. Крису Кнебу пришлось искать новых людей для работы на станции. В этом же году он сообщил, что 30 новых людей выразили интерес к работе в KCMU.
В 1996 году станция наняла трёх новых штатных оплачиваемых диджеев, пожертвовав несколькими своими диджеями-добровольцами. Такие действия привели к жалобам от некоторых слушателей, которые были против коммерциализации некоммерческой радиостанции.
В 2000 году KCMU начала транслироваться через интернет посредством потокового аудио, передавая сжатые MP3-аудиозаписи со скоростью 128 килобит в секунду. Трансляция велась 24 часа в сутки, 7 дней в неделю, что позволяло прослушивать музыку в любой момент. KCMU стали первой в мире радиостанцией, которая могла предложить онлайн-аудио подобного качества.
В этом же году станция поменяла свою штаб-квартиру в Communications Bldg (CMU) на Kane Hall, также в Вашингтонском университете.
В 2001 году радиостанция поменяла свой позывной сигнал KCMU на новый — KEXP. Также станция переехала в новую студию около центра Сиэтла (которая не нуждалась в арендной плате) и в партнерстве с Experience Music Project (EMP) увеличила мощность вещания до 720 Вт.
В 2003 году сайт kexp.org был номинирован на две премии Webby Awards в категориях «Лучший радио веб-сайт» и «Голос народа».
В 2004 году KEXP купили радиостанцию KXOT, расположенную в Такоме, штат Вашингтон, и начали вещать на частоте 91,7 FM. До этого KXOT были известны как KBTC, транслировали классическую рок-музыку и принадлежали Техническому колледжу Бейтса, который за 5 млн. долларов продал станцию Public Radio Capital, которые, в свою очередь, передали права на вещание KEXP.
21 июля 2005 года радиостанция впервые запустила подкастинг аудиозаписей, исполняемых «наживо» в их студии. Первыми исполнителями, принявшими участие в этом проекте, были хип-хоп-трио «Boom Bap Project».
3 ноября 2005 года KEXP объявили о прекращении работы KXOT 91,7 FM в конце года. Договор, заключенный с EMP в 2001 году, истекает, и радиостанция больше не будет финансировать данный проект из своего бюджета.
10 марта 2006 года KEXP увеличили мощность своего вещания до 4700 ватт.
В мае 2006 года KEXP объявили инициативу «Community Partnership», предназначенную для создания связи между слушателями радиостанции и местными благотворительными организациями.
9 мая 2025 на KEXP выпустили Молчат дома 

## Сотрудничество с WNYE-радио
В августе 2007 общественная радиостанция Нью-Йорка, часть NYC Media Group — WNYE-FM, планировала перестроить свои программы, охватывая все музыкальные форматы. 11 февраля 2008 станция сообщила о планах сотрудничества с KEXP, чтобы создать так называемое «Радио освобождения» (англ. Radio Liberation). Однако многие сотрудники и слушатели посчитали, что NYC Media Group хочет «сбросить» некоммерческий и общественный аспекты с WNYE-FM и представить себя в качестве коммерческой радиостанции.
24 марта 2008 года диджей Джон Ричардс (на KEXP известен как «John in the Morning») впервые начал вещать на 91,5 FM в Нью-Йорке как «Радио освобождения». По словам создателей, «Радио освобождения» должно вести слушателей Нью-Йорка к более независимой музыке. Сотрудничество было направлено на трансляцию части оригинального вещания KEXP и трёх первоначально подготовленных программ. Утреннее шоу Джона Ричардса было одной из программ, одновременно транслировавшейся и в Сиэтле и в Нью-Йорке. Другие же программы, такие как «Wake Up», «Music That Matters» и «Mo’Glo», были доступны лишь для слушателей Нью-Йорка, но не вещались ни в Сиэтле, ни в интернете. Согласно данным на микросайте «Радио освобождения» (сейчас недоступен), это партнерство позволило KEXP приобрести 14 миллионов слушателей в Нью-Йорке.
1 июня 2011 года сотрудничество WNYE и KEXP закончилось. На данный момент WNYE заменили программу из KEXP на другую — «The Alternate Side» (от станции WFUV).

## Веб-сайт
Сайт KEXP был первым сайтом в интернете, который мог транслировать радиосигнал со скоростью 128 кбит/сек с высоким качеством потокового аудио. Такие инновации помогли сайту в 2004 году выиграть премию «Webby» в категории «Лучший радио веб-сайт».
В дополнение к динамическим спискам воспроизведения и потоковому радио веб-сайт KEXP включает архив всех программ последних двух недель, а также коллекцию песен, исполненных «наживо» специально для радиостанции. Сайт имеет несколько регулярно обновляемых подкастов: «Song of the Day», «Music That Matters», «Live Performances», «Video of the Week», «Sonarchy Radio» и «Mind Over Matters Sustainability Segment». На своём YouTube-канале радиостанция ежедневно размещает видео с композициями от приглашённых исполнителей, полный список которых можно просмотреть, перейдя по ссылке: KEXP Live Performances.